# Grass Valley (Oregon)
Grass Valley é uma cidade localizada no estado norte-americano de Oregon, no Condado de Sherman.

## Demografia
Segundo o censo norte-americano de 2000, a sua população era de 171 habitantes.
Em 2006, foi estimada uma população de 147, um decréscimo de 24 (-14.0%).

## Geografia
De acordo com o United States Census Bureau tem uma área de
1,4 km², dos quais 1,4 km² cobertos por terra e 0,0 km² cobertos por água. Grass Valley localiza-se a aproximadamente 688 m acima do nível do mar.

## Localidades na vizinhança
O diagrama seguinte representa as localidades num raio de 36 km ao redor de Grass Valley.